# 31323 Lysá hora
31323 Lysá hora è un asteroide della fascia principale. Scoperto nel 1998, presenta un'orbita caratterizzata da un semiasse maggiore pari a 2,7785374 UA e da un'eccentricità di 0,1246329, inclinata di 13,31588° rispetto all'eclittica.